# Montz
Montz es un lugar designado por el censo ubicado en la parroquia de St. Charles en el estado estadounidense de Luisiana. En el Censo de 2010 tenía una población de 1918 habitantes y una densidad poblacional de 266,86 personas por km².

## Geografía
Montz se encuentra ubicado en las coordenadas 30°0′56″N 90°27′56″O / 30.01556, -90.46556. Según la Oficina del Censo de los Estados Unidos, Montz tiene una superficie total de 7.19 km², de la cual 5.54 km² corresponden a tierra firme y (22.95%) 1.65 km² es agua.

## Demografía
Según el censo de 2010, había 1918 personas residiendo en Montz. La densidad de población era de 266,86 hab./km². De los 1918 habitantes, Montz estaba compuesto por el 81.65% blancos, el 16.27% eran afroamericanos, el 0.05% eran amerindios, el 0.57% eran asiáticos, el 0% eran isleños del Pacífico, el 0.36% eran de otras razas y el 1.09% pertenecían a dos o más razas. Del total de la población el 3.86% eran hispanos o latinos de cualquier raza.